# Softboard
O Softboard, apesar do nome parecer com derivado da madeira se trata de uma prancha de surf que, ao invés de ser revestida de fibra de vidro, é revestida por uma material macio, igual às pranchas de bodyboard. É uma prancha indicada para iniciantes, com seu revestimento mais macio e com quilhas plásticas ameniza os acidentes. O seu revestimento macio facilita em transportes e armazenagem e também são mais baratas. Se você vai fazer uma viagem de avião ou ônibus, pode levar uma prancha mais resistente a impactos pela metade do preço, preservando a prancha principal.
As pranchas Softboard são pranchas “macias” (soft) fabricadas em bloco de poliestireno de alta densidade revestidas com espuma de polietileno de célula fechada (material semelhante ao que são revestidos os Bodyboards) que dificulta a infiltração de água além de ser macio para prevenção de acidentes. 
As pranchas Softboard são desenvolvidas especialmente para quem está começando no esporte possuindo características que facilitam o aprendizado deste esporte. 

## Vantagens
design especial para o aprendizado
maior estabilidade
maior flutuação
menos remadas para pegar a onda
quilhas removíveis
revestimento macio evita acidentes
metade do preço das pranchas de fibra
O que é SOFTBOARD?
É uma prancha de Surf, laminada no seu exterior com material mais macio que 
pranchas de Fibra de vidro. O Deck é laminado em skin soft e botton laminado 
com  “Hard Slick” e é indicado desde iniciantes e intermediários até Escolas de Surf
Geralmente  70% das pessoas ficam em pé já no primeiro dia.
```
 Qual a diferença do Softboard Pipeline para Pranchas de Fibra?
```

Além da laminação exterior,o Softboard tem: mais flutuação, significa remada 
rápida, mais segurança, devido ao bico arredondado e quilhas FLEX.
```
Qual o melhor tamanho de prancha para aprender a surfar?
```

Quanto maior a prancha mais fácil de aprender a surfar. 
Recomendamos iniciar com um Long Board.
```
Posso utilizar Parafina no meu Softboard?
```

```
Sim. Inclusive a Pipeline possui uma parafina especial para o 
```

tecido Sotfboard. Caso não tenha, use uma parafina "mais macia".
```
Porque o Softboard é tão importante para que está aprendendo a surfar?
```

A principal necessidade para quem está aprendendo é Não se Machucar.
No SOFTBOARD PIPELINE, você encontra uma prancha de surf com todas as 
características para essa fase.E mais, Pipeline é considerada nos USA, uma  das 
melhores pranchas de Softboards, pois possui bordas com edge “hard” e "soft" ao
```
longo da prancha, diferente de outros softboards, com “hard” em toda a borda.
```